# Abaride
Nella mitologia greca,  Abaride o Abari era il nome di uno degli amici di Fineo.

## Il mito
Fineo, re di Etiopia famoso per la sua capacità di elargire preziosi consigli che rasentavano i poteri divinatori, aveva in Abaride, nativo della zona del Caucaso, un amico e compagno di battaglie. I due si proposero di contrastare Perseo, reduce dall'uccisione della gòrgone Medusa, che con il suo sguardo tramutava in pietra le persone.
Proprio grazie a tale proprietà magica Perseo, usando come arma la testa mozzata del mostro, eliminò Abaride e Fineo quando i due tentarono di rapire Andromeda.
Secondo la versione riportata da Ovidio, invece, Fineo fece irruzione con un gran numero di seguaci armati per uccidere Perseo il giorno delle nozze con Andromeda. Abaride era uno dei tanti compagni di Fineo, e fu tra quelli che vennero uccisi dall'eroe negli scontri, mentre Fineo e duecento dei suoi uomini furono pietrificati con la testa di Medusa.

## Omonimia
Abaride era anche uno dei nomi di Abari, il sacerdote di Apollo.